# 永和公园
永和公园是位于中華人民共和國上海市静安区汶水路、原平路路口的一個社区公園。 
1990年代，闸北城投公司在永和路地区开发建成永和公园。2019年1月，静安区绿化管理中心決定對永和公园进行改建。2019年5月27日，永和公园重新開放。新開放的永和公园总面积擴展至14510平方米。